# Гилфорд, Эдуард
Сэр Эдуард Гилфорд (англ. Sir Edward Guildford; приблизительно 1478/79, Оффингстон, Сассекс, Королевство Англия — 4 июня 1534, замок Лидс, Кент, Королевство Англия) — английский политический деятель, придворный первых Тюдоров, брат Генри Гилфорда. Принадлежал к ближайшему окружению короля Генриха VIII. С 1525 года занимал пост лорда-смотрителя Пяти портов, с 1529 года заседал в нижней палате парламента. На его единственной дочери Джейн был женат Джон Дадли, внуками сэра Эдуарда были Гилфорд Дадли и Роберт Дадли, граф Лестер.

## Биография
Эдуард Гилфорд принадлежал к рыцарскому роду, представители которого владели землями в Кенте на юго-западе Англии. Он был старшим сыном сэра Ричарда Гилфорда и его первой жены Анны Паймп, дочери и наследницы Джона Паймпа. Позже сэр Ричард вступил во второй брак, с Джоан Вокс, и в этом браке родился в 1489 году ещё один сын, Генри. Оба брата оказались в ближайшем окружении второго сына короля Генриха VII, тоже Генриха (с 1501 года — принца Уэльского и наследника престола). К 1509 году, когда принц стал королём Генрихом VIII, Гилфорды были в числе его ближайших друзей наряду с Чарльзом Брэндоном, Эдуардом Говардом и Томасом Найветтом. При этом Эдуард проводил при дворе намного меньше времени, чем Генри. Тем не менее и он смог сделать хорошую карьеру благодаря благосклонности короля.
В ноябре 1509 года Генрих VIII простил Гилфорду долги, которыми было обременено наследство сэра Ричарда. В 1511 году Эдуарду была обещана должность лорда-смотрителя Пяти портов после смерти сэра Эдуарда Пойнингса. Тогда же он получил должность шерифа Линкольншира, четыре поместья в этом графстве из числа тех, что конфисковали у казнённого за измену Эдмунда Дадли, и право опекать сына Эдмунда, Джона. В 1512 году Гилфорд подал в парламент петицию о восстановлении его подопечного в правах. Она получила одобрение обеих палат и короля и стала законом.
Эдуард принял участие во французском походе 1513 года в качестве капитана, и при взятии Турне 25 сентября король посвятил его в рыцари. В Англии Гилфорд отвечал в это время за оборону побережья. В 1515 году он ездил к Маргарите Савойской, чтобы сопроводить в Англию дочь Чарльза Брэндона (к тому времени герцога Саффолка). В 1519 году сэр Эдуард получил должность маршала Кале, в 1520 году он занимался организацией встречи Генриха VIII с королём Франции Франциском I на Поле золотой парчи, в 1522 году присутствовал при встрече Генриха VIII с императором Карлом V в Кале. В том же году Гилфорд снова участвовал в боевых действиях во Франции. Должность лорда-смотрителя Пяти портов освободилась для него в 1521 году, но занять её сэр Эдуард смог, только когда был назначен его преемник в Кале (1524).
С этого момента Гилфорд постоянно находился в Англии, занимаясь главным образом кентскими делами. В 1529 году он был избран членом парламента как рыцарь от этого графства (существует предположение, что он представлял Кент в нижней палате и в 1523 году). Сэр Эдуард умер в замке Лидс 4 июня 1534 года, не оставив завещания и, по слухам, не приняв причастия.

## Семья и наследство
Эдуард Гилфорд был женат на Элеанор Уэст, дочери Томаса Уэста, 8-го барона де Ла Варра, и Элизабет Мортимер. В этом браке родились сын Ричард, умерший при жизни отца, и дочь Джейн (1508/09 — 1555), которую он выдал за своего подопечного Джона Дадли. В отсутствие потомков по мужской линии владения сэра Эдуарда перешли к дочери и зятю, но его племянник Джон Гилфорд пытался это оспорить. Именно Джон был избран в парламент на место своего дяди.
Джейн Дадли стала матерью 13 детей. Один из её сыновей получил имя Гилфорд в честь своих предков по женской линии и в 1553 году стал на девять дней принцем-консортом Англии как муж Джейн Грей. Ещё один внук сэра Эдуарда, Роберт Дадли, стал фаворитом королевы Елизаветы и графом Лестером.